# Kristendom i Syrien

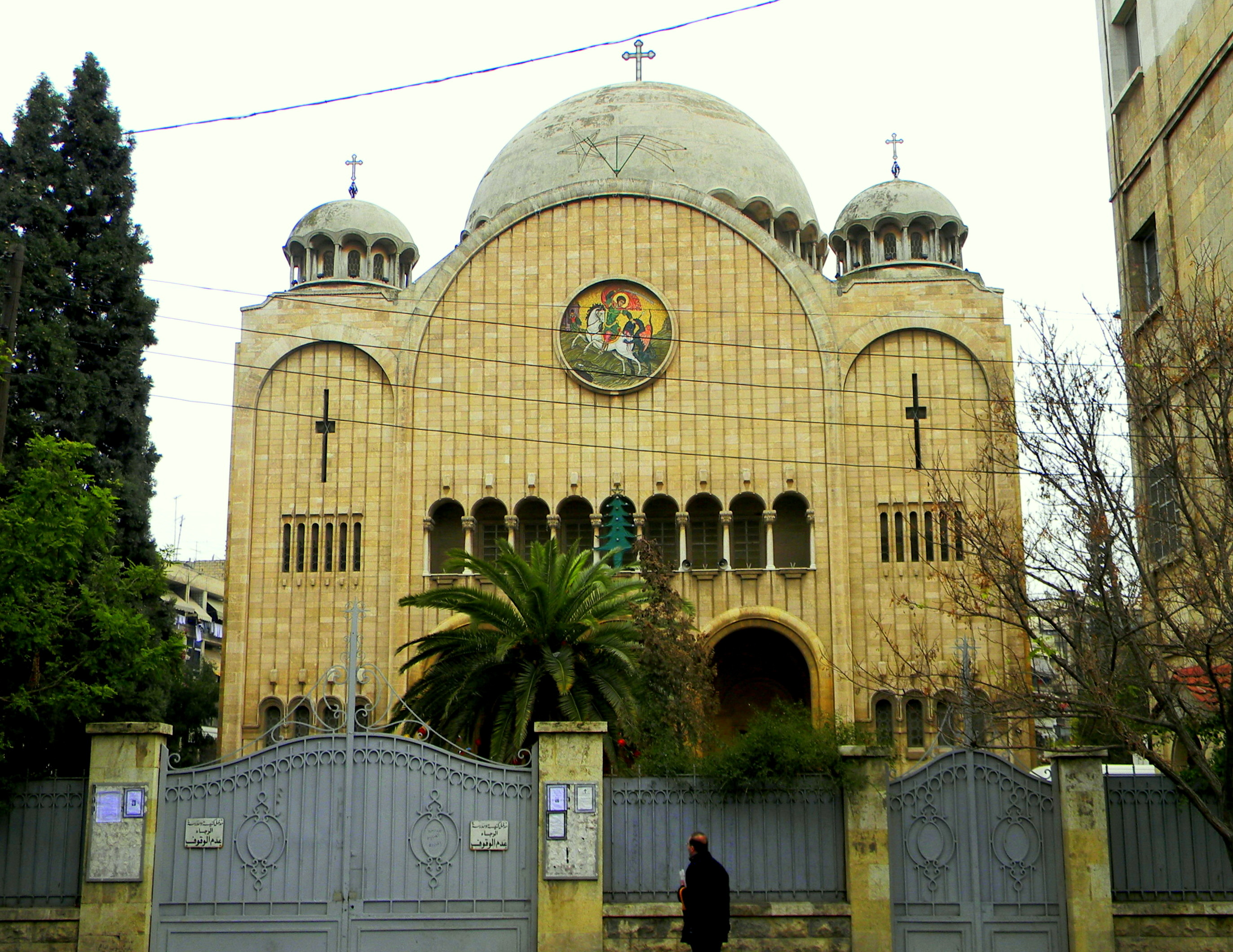
Melkitisk grekisk-katolsk katedral i Aleppo

Kristna i Syrien utgör omkring 15% av landets befolkning. Det största kristna samfunden är den Grekisk-ortodoxa kyrkan av Antiokia, tätt följt av Melkitiska grekisk-katolska kyrkan, och sedan den syrisk-ortodoxa kyrkan. Det finns också en minoritet som är protestanter. Staden Aleppo antas ha störst antal kristna i Syrien och andra i "arabvärlden".
Den syriska presidenten måste vara en muslim, som ett resultat av en allmän begäran vid den tidpunkt då konstitutionen skrevs. Emellertid  så har Syrien ingen statsreligion, och främjar inte officiellt  någon religion framför en annan.

## Kristnas status i Syrien
Damaskus var en av de första regionerna som mottog kristendomen, men efter den militära expansionen av det Umayyadiska imperiet på 600-talet i Syrien och Anatolien kom islams läror att spridas och många blev muslimer.
Numera har Damaskus  en betydande andel kristna kyrkor över hela staden, i synnerhet i stadsdelen Bab Touma. Mässor hålls varje söndag och tjänstemän får ledigt på söndagsmorgnar så att de kan gå i kyrkan, trots att söndagen är en arbetsdag i Syrien. Skolor i kristen-dominerade områden har lördag och söndag som helgdagar medan den officiella syriska helgen infaller på fredag och lördag.
I maj 2011 angav organisationen International Christian Concern att kristna i Syrien var mer rädda för de anti-regeringsfientliga demonstranter än av själva regeringen.

### Integration
Kristna (liksom de få kvarvarande judarna i landet) deltar i alla aspekter av det syriska vardagslivet, och många syriska kristna är aktörer och arbetar inom det akademiska, vetenskapliga, tekniska, konstnärliga och intellektuella livet. Många arbetar även inom nöjesbranschen och är politiskt aktiva.

### Fotnoter
1. ↑  CIA World Factbook Arkiverad 8 oktober 2012 hämtat från the Wayback Machine.